# 얼짱
얼짱은 대한민국에서 2001년에 처음 등장한 용어로, 얼굴과 최고라는 의미를 가진 ‘짱’을 합성한 단어이다.